# Бомбардовање аутобуса у Београду 1941.
Бомбардовање аутобуса у Београду у Другом светском рату, представља ратни злочин против цивилног становништва током бомбардовања Београда које се десило су се 6. априла 1941. у уводним данима инвазије Сила Осовине на Краљевину Југославију. Нацистичка Немачка започела је бомбардовање Београда без објаве рата  6. априла 1941. године а прве жртве били су путници који су из различитих крајева Србије путовали у Београд. Неколико граната је погодило путнички аутобус и том приликом су погинули сви путници, којих је према проценама било између 15 и 20.

## Позадина
Након аншлуса Аустрије, Југославија се граничила са Трећим рајхом и потпадала је под све већи притисак како су се њени суседи сврставали уз Силе Осовине. Након италијанске инвазије Албаније, Југославија се граничила са Краљевином Италијом и са југа. Између септембра и новембра 1940. Мађарска се придружила Тројном пакту, Италија је напала Грчку, а Румунија се такође придружила Тројном пакту. Од тог тренутка Југославија је била скоро окружена Силама Осовине или њиховим сателитским државама, па је њен неутралан став према рату био под све већим притиском. Адолф Хитлер је 14. фебруара 1941. позвао југословенског премијера Драгишу Цветковића и министра спољних послова Александра Цинцар-Марковића у Берхтесгаден и затражио да се и Југославија придружи Тројном пакту. Две недеље касније Бугарска се придружила Тројном пакту. Следећег дана немачке трупе из Румуније су прешле у Бугарску и затвориле прстен око Југославије.
Хитлер је даљи притисак извршио 4. марта када је југословенски регент кнез Павле Карађорђевић посетио Берхтесгаден, али је кнез Павле одложио одлуку. Југословенско краљевско ратно ваздухопловство (ЈКРВ) мобилисано је у тајности 6. марта, а следећег дана британске трупе су се почеле искрцавати у Грчкој да помогну одбрану свог балканског савезника од Италијана. ЈКРВ је почео да се размешта на помоћне аеродроме 12. марта и ово размештање је било завршено до 20. марта. Хитлер, који је желео да заштити јужно крило предстојеће инвазије на Совјетски Савез, упутио је ултиматум да Југославија потпише приступање Тројном пакту; југословенска влада је на крају попустила, 25. марта. Два дана касније извршен је војни пуч од стране групе официра ЈКРВ и Краљеве гарде који су предводили армијски генерал Душан Симовић и бригадни генерал Боривоје Мирковић. Кнез Павле је збачен и замењен седамнаестогодишњим краљем Петром II, који је проглашен пунолетним.
Истог дана Хитлер је издао директиву 25, у којој је навео да је војни пуч променио политичку ситуацију на Балкану. Наредио је да „чак и ако Југославија на почетку пружи доказе о лојалности, она се мора сматрати непријатељем и стога се мора уништити што је пре могуће”. Након пуча, немачки извиђачки авиони су често залазили у југословенски ваздушни простор, па су ловачки авиони ЈКРВ били на сталној будности. Немачки упади су показали да су југословенска земаљска осматрачка мрежа и радијске везе неадекватне.

## Планирање напада
Могућност напада је већ била латентна у дипломатским круговима. Последњих дана марта, женама и деци из британске амбасаде је наређено да напусте град, а 1. априла Немци и Италијани који су живели у Југославији почели су да се евакуишу из земље. Дана 2. априла, немачки дипломатски кадар у Београду је драстично смањен. Остали су само отправник послова у амбасади, војни аташе, радио-оператор, секретар и возач.
Иако је одлука бомбардовању била донесена 27. марта, све до 5. априла није дат коначни налог за почетак напада. Разлог је вероватно да су два дана раније југословенске власти прогласиле градове Београд, Загреб и Љубљану отвореним градовима, у ишчекивању могућег немачког напада. Међутим, Хитлер је 5. априла пресекао почетне резерве и дао наредбу за напад.

## Злочин
Необавештени о могућем бомбардовању између 15 и 20 људи из целе Србије кренуло је за Београд - из личних или пословних разлога. Авиони нацистичке Немачке бомбардовали су аутобус приликом чега су погинули сви путници а том приликом бомбардован је и зоолошки врт који се налазио у непосредној близини.

## Догађај као инспирација за филм Ко то тамо пева?
Овај трагични догађај мотивисао је писца, сценаристу и академика Душка Ковачевића да напише сценарио за филм Ко то тамо пева? -  који је касније оцењен као једно најпрестижнијих остварења домаће кинематографије.
Ковачевић је у свом интервјуу испричао: „ Овај филм је инспирисан истинитим догађајем јер је заиста историјска чињеница да је тај аутобус долазио тог дана и да су његови путници били сличних судбина, решени да стигну у Београд. Ја сам заиста нашао у Политици из оног времена антрфиле у коме пише да је на улазу у Београд тог 6. априла 1941. погођен један аутобус, да су сви изгинули, и ја сам кренуо уназад питајући се шта је то некога понукало да путује целу ноћ како би дошао у Београд да погине. То је оно кад вам ђаво седне у крило и води вас, а ви не знате ни шта се ни зашто се догађа. И није случајно фирма 'Крстић' – ја се иначе трудим да у свему што радим ништа не буде случајно – њихово је презиме изведено од реч – крст.“